# (148780) Altjira
(148780) Altjira – planetoida transneptunowa. Została odkryta 20 października 2001 roku przez M. W. Buie. Jest obiektem podwójnym – w 2007 roku zidentyfikowano w jej pobliżu niewiele mniejszego towarzysza. Ze względu na niewielkie różnice w wielkości tych obiektów, ciało to określa się mianem planetoidy podwójnej.

## Orbita
Planetoida ta porusza się po orbicie o mimośrodzie wynoszącym 0,064, w średniej odległości 44,29 j.a. od Słońca. Płaszczyzna orbity (148780) Altjira nachylona jest o 5,2° względem ekliptyki.

## Właściwości fizyczne
Większy składnik tego podwójnego układu planetoid ma średnicę szacowaną na ok. 340 km, mniejszy zaś ma rozmiary ok. 246 km. Ciała te obiegają wspólny środek masy w czasie ok. 23 dni, a odległość między nimi wynosi ok. 5800 km. Najprawdopodobniej okres obiegu równa się także ich okresowi obrotu wokół własnych osi.